# Упитис, Гунарс
Гунарс Упитис (латыш. Gunārs Upītis, 13 марта 1965 года, Тилжа) — латвийский офицер. Полковник-лейтенант (Латвия). Преподаватель.
Гунарс Упитис родился 13 марта 1965 в Тилжах. В 1988 году окончил Калининградское высшее военно инженерное училище  с дипломом инженера-электрика. После учебы поступил в Советскую армию. После службы в армии рабол в Тильжской средней школе учителем математики. Параллельно оканчивает Даугавпилсский педагогический институт.
C 1991 служит в рядах Национальных вооружённых сил Латвии. Гунар Упитис был начальником различных военных подразделений Земессаргс (3-й бригады оперативной части, 31-й роты батальона, командир штаба 3-й бригады).  После окончания учебы в Балтийской оборонной академии назначен проректором Национальной академии обороны, с 15 апреля 2005 по 25 сентября 2009 ректором.  В 2007 году назначен командиром латвийского военного контингента в Косово.